# Hoplia flavipes
Hoplia flavipes är en skalbaggsart som beskrevs av Ernst Friedrich Germar 1824. Hoplia flavipes ingår i släktet Hoplia och familjen Melolonthidae. Inga underarter finns listade i Catalogue of Life.